# 児玉裕輔
児玉 裕輔（こだま ゆうすけ、1987年4月22日 - ）は、日本の男性プロレスラー、行政書士。徳島県鳴門市生まれ、岡山県津山市出身。

## 来歴
小学校一年次に津山市へ転居。津山市立北陵中学校在学中、同じ剣道部の友人から新日本プロレスのビデオを借りたことでプロレスに熱中。当時は2代目ブラック・タイガー（エディ・ゲレロ）に憧れていた。岡山県立津山高等学校を経て、子供好きなことから栃木県宇都宮市の保育系専門学校に入学、保育士資格と幼稚園教諭免許を取得。
専門学校卒業後の2009年、プロレスラーを目指しハッスルの練習生となるが、ハッスルの活動休止に伴いSMASHに移籍。

### SMASH - WNC
2010年4月23日、新宿FACEでのSMASH.2にて大原はじめ戦でデビュー。リングネームは児玉ユースケ。2011年1月30日の「SMASH Live in Osaka」にて、小路晃から初勝利を挙げる。
2012年4月5日、TAJIRI以下元SMASH所属全選手、レフェリー、練習生とともに、新団体「Wrestling New Classic」に移籍。
2013年7月25日、WNC新宿大会にて正規軍から離脱してシナプス入りを表明。8月3日、WNC横浜大会にてリングネームを本名である児玉裕輔に改名。

### WRESTLE-1
2014年7月1日、TAJIRI、AKIRA、土肥孝司、黒潮"イケメン"二郎、藤原ライオンとともにWRESTLE-1に移籍。
2015年5月5日後楽園ホール大会、スペシャル6人タッグマッチのグレート・ムタ&ザ・グレート・カブキ&TAJIRI戦（パートナーはKAI&中之上靖文）を最後に、無期限海外遠征へ出発。
2016年7月1日に帰国すると、鈴木鼓太郎の持つWRESTLE-1クルーザーディビジョンチャンピオンシップに挑戦を宣言し、8月11日横浜文化体育館大会にて鈴木を下し王座を獲得。同王座は2回戴冠、通算7回の防衛を果たした。
2017年4月2日、プロレスリングA.C.E.-vol.4でプロレス総合学院3期生、渡辺壮馬のデビュー戦の相手を務める。 7月12日、後楽園ホール大会にてNEW ERAを離脱。芦野祥太郎と立花誠吾と合流し、8月11日の後楽園ホール大会で新ユニットEnfants Terriblesを結成した。

### フリー
2020年4月1日、所属するWRESTLE-1が活動休止。以後はフリーとして全日本プロレスや大日本プロレス、天龍プロジェクト、GLEAT、暗黒プロレス組織666などに参戦している。
2022年5月20日、谷嵜なおきとのタッグで第21代インターナショナルジュニアヘビー級タッグ王座を獲得。
2024年1月、行政書士試験の合格を報告。以降は行政書士として活動しつつ、プロレスラーも継続。
2月19日、谷嵜とのコンビで再度インターナショナルジュニアヘビー級タッグ王座を獲得（第25代）。8月22日、進祐哉に勝利し第26代インターナショナルジュニアヘビー級王座を獲得。
2025年6月28日、ゴキゲンプロレス川崎POST DI AMISTAD大会で、WNC時代に指導した小林香萌のデビュー12周年記念試合の対戦相手に指名される。試合は120%スクールボーイを切り返して児玉が勝利。

## 得意技
マッドスプラッシュ
BKバスター
変形の垂直型リバースDDT。
サーヴィカルブレイク
コーナーに飛び乗ってから反転して相手の顔面にフライングフォアアームをかける。

## 入場テーマ曲
- ハナフブキ 〜花魁道中罷り通る〜（PE'Z）
- Feel Invincible ～（Skillet）

## タイトル歴
WRESTLE-1
- WRESTLE-1クルーザーディビジョンチャンピオンシップ（第5代、第12代）
- WRESTLE-1タッグチャンピオンシップ（第19代 w/ 芦野祥太郎）
- UWA世界6人タッグ王座（第53代 w/ 稲葉大樹&藤村康平、第60代 w/ 芦野祥太郎&立花誠吾）

全日本プロレス
- アジアタッグ王座（第112代 w/ 大森北斗、第116代 w/ 花畑正男）
- 全日本プロレスTV認定6人タッグ王座（第2代 w/ TAJIRI&大森北斗）
- Jr. TAG BATTLE OF GLORY 優勝（2021年 w/ 大森北斗）

飛鳥プロレス
- BEST of ASUKA 優勝（2020年）

暗黒プロレス組織666
- 新春暗黒1DAYタッグトーナメント 優勝（2021年 w/ 竹田光珠）

天龍プロジェクト
- インターナショナル・ジュニアヘビー級王座（第26代）
- インターナショナル・ジュニアヘビー級タッグ王座（第21代、第25代 w/ 谷嵜なおき）
- WAR世界6人タッグ王座（第22代 w/ 河野真幸&羆嵐）

## 人物
- 思春期に好きだった女性に「笑顔が気持ち悪い」と言われたことが遠因で、プロレスラーとしても気持ち悪さを個性としている[12]。2019年頃から白いカラーコンタクトレンズを入れて試合をしており、装着時に「自分で鏡を見てニヤッと笑ったとき、気持ち悪くて、これはいいと思った」と語っている[3]。

## メディア出演

### テレビ
- 所さんの目がテン!（日本テレビ系列）
- カルテット（TBS系列） - リン役
- ファイヤーレオン（TOKYO MX） - 吉祥寺ストロング道場練習生役

### CM
- 花王「バスマジックリン スーパークリーン」新発売編（2018年5月 -）[13]